# Warren Potent
Warren Potent (ur. 7 kwietnia 1962 r. w Parramatcie) – australijski strzelec sportowy, brązowy medalista olimpijski.
W latach 2007-09 był czołowym światowym zawodnik w konkurencji karabinu 50m leżąc. Podczas zawodów Pucharu Świata w Pekinie w 2008 roku (próby przedolimpijskiej) wyrównał rekord świata w tej konkurencji.
Jest brązowym medalistą igrzysk olimpijskich w 2008 roku w konkurencji karabinu dowolnego leżąc z 50 m. Wcześniej, w 2000 i 2004 roku bez sukcesów startował w igrzyskach w tej konkurencji. W Rio de Janeiro również nie powiodło się, zajmując ostatecznie 35. pozycję.

## Igrzyska olimpijskie
| Igrzyska | Miejscowość    | Konkurencja                                 | Kwalifikacje | Kwalifikacje | Finał                  | Finał                  |
| Igrzyska | Miejscowość    | Konkurencja                                 | Wynik        | Pozycja      | Wynik                  | Pozycja                |
| -------- | -------------- | ------------------------------------------- | ------------ | ------------ | ---------------------- | ---------------------- |
| IO 2000  | Sydney         | Karabin małokalibrowy, pozycja leżąca, 50 m | 593          | 19.          | Nie zakwalifikował się | Nie zakwalifikował się |
| IO 2004  | Ateny          | Karabin małokalibrowy, pozycja leżąca, 50 m | 586          | 42.          | Nie zakwalifikował się | Nie zakwalifikował się |
| IO 2008  | Pekin          | Karabin małokalibrowy, pozycja leżąca, 50 m | 595          | 4. Q         | 700,5                  | brąz                   |
| IO 2012  | Londyn         | Karabin małokalibrowy, pozycja leżąca, 50 m | 591          | 32.          | Nie zakwalifikował się | Nie zakwalifikował się |
| IO 2016  | Rio de Janeiro | Karabin małokalibrowy, pozycja leżąca, 50 m | 620,0        | 35.          | Nie zakwalifikował się | Nie zakwalifikował się |